# Кнабенау

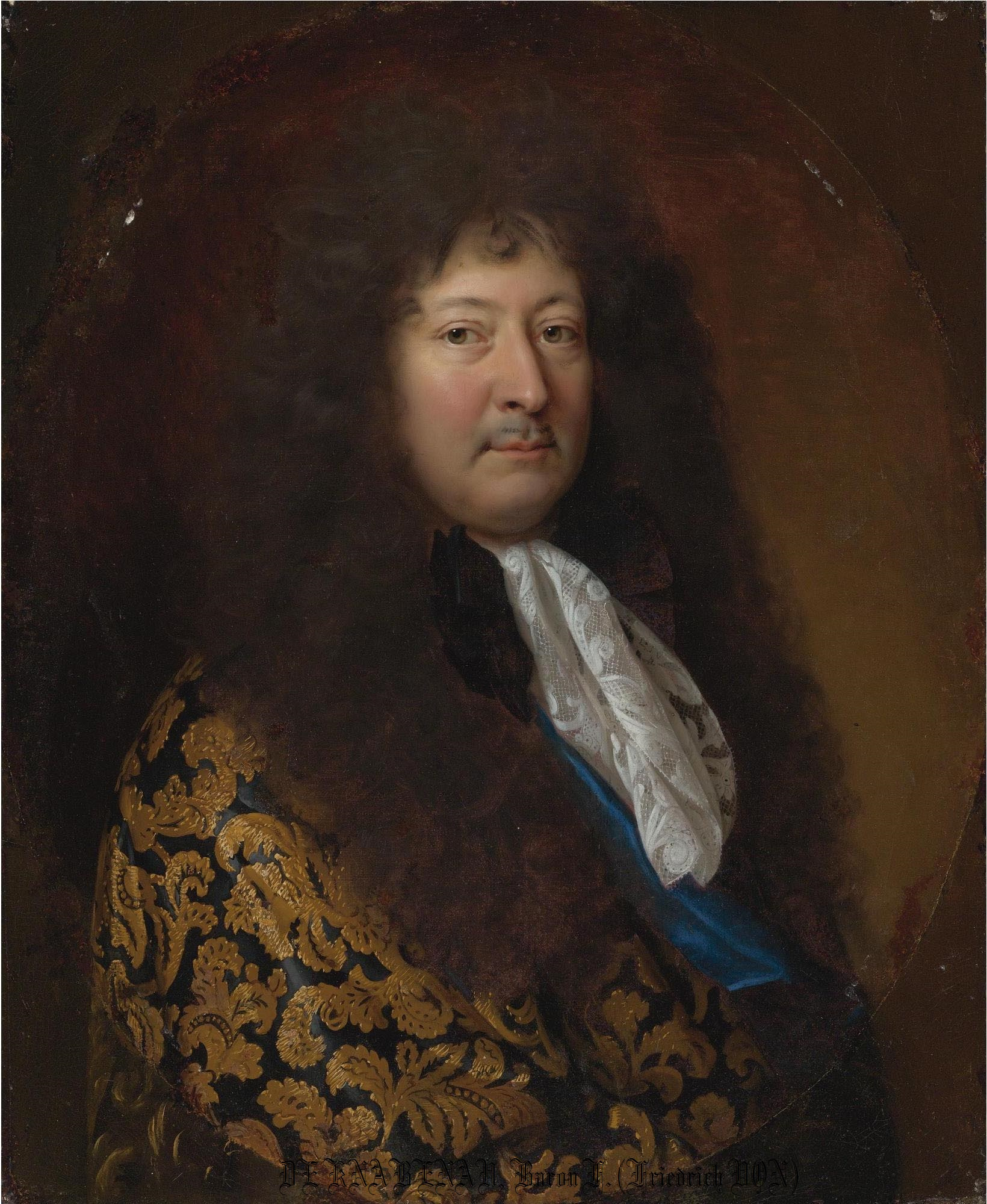
барон Фридрих фон Кнабенау

Фон Кнабенау (нем. von Knabenau) — древний остзейский баронский род.

## О роде
Род баронов фон Кнабенау — боковая линия швабских графов Диллинген-Кибург (Кибург), предком которых был Готфрид из династии Агилульфингов и относится к старинному дворянству (Uradel), происхождением из Силезии, где предки его владели в Герцогстве Лигниц (нем. Herzogtum Liegnitz) поместьями и замком Болькув, который был отдан князем Болеславом II Лысым (Рогаткой) с 1271 по 1278 года в ленное владение рыцарям из семейства фон Кнабенау. Герб фон Кнабенау внесён в Вайгельскую книгу гербов как силезский дворянский род, который, по достоверным источникам, принадлежал к благородному дворянству ещё до 1400 года. Готгард фон Кнабенау упоминается как храбрый рыцарь-крестоносец, воевавший в Сирии и в Палестине при императоре Конраде III (нем. Konrad der Dritte; 1093, Бамберг, Германия — 15 февраля 1152, Бамберг, Германия), в двенадцатом столетии. В эпоху вторжения в Силезию хана Батыя, в 1241 году, в кровавой битве, в которой пал герцог Генрих Лигницкий, ранен был полковник Иоганн Людвиг фон Кнабенау. Гартвиг фон Кнабенау, под знаменем барона фон Ностица, был одним из тысячи рыцарей, вступивших в 1454 году на службу маркграфа Бранденбургского. В шестнадцатом столетии, род фон Кнабенау, прибывает в Курляндию, где получает в лен от епископа пильтенского майораты. Ротмистр фон Кнабенау, отличился при спасении Вены от Турок в 1683 году.
Грамотой Польского короля Яна III Собесского (Иоанна III), от 1685 года, подтверждено за ротмистром фон Кнабенау и всем его родом баронское достоинство, с древности принадлежавшее его предкам и указано также о возведении его, с нисходящим потомством, в баронское Польского королевства достоинство. В указе об отставке от 31 декабря 1822 года, полковник Иоганн Фридрих фон Кнабенау назван бароном. Решением от 16.05.1841 г., утверждён в внесении, дворянский род фон Кнабенау, церковного округа Пильтен, уроженцы Курляндии, в Рыцарский матрикул Курляндской губернии. Баронское достоинство, утверждено за фамилией фон Кнабенау, указом Правительствующего Сената курляндскому дворянскому комитету от 10 июня 1853 и 28 февраля 1862 в исполнение Высочайшего указа от 10 июня 1853 и 28 февраля 1862 годов (смотреть «Сенатские ведомости 1853,1862»).
Выписка из текста «Сенатских ведомостей за 1856 год»:

«…Оттонъ Гідеонъ баронъ фонъ Кнабенау, оставілъ одну дочъ и двоихъ сыновѣй; одинъ изъ которыхъ умѣръ холостымъ, другой не оставилъ мужскаго потомства. Iоганнъ (Иванъ) Георгіевичъ Ролофсъ, былъ женатъ на Эввѣ-Ульрікѣ Августѣ баронессе фонъ Кнабенау, одной изъ послѣднихъ въ роду изъ Курляндскай вѣтви. Указомъ имп. Николая I, авг. 1854 года, Iоганну (Ивану) Георгіевичу Ролофсъ, дозволѣно присоедінитъ къ своѣму гербу и фамиліи гербъ, фамилію и титулъ прѣдковъ ея жены и имѣноваться впредъ, потомственно, барономъ Ролофсъ-фонъ Кнабенау. Высочаіше утвѣржденнымъ 20 дек. 1856 года имп. Александромъ II мненіемъ Гос. Совѣта рѣшено, что на основаніи уложѣния 1846 года, права на титулъ въ Лифляндіи, Эстляндіи и Курляндіи, признаны только за фамиліями, которые къ момѣнту присоѣдинения къ Россіи, записаны въ дворянские матрикулы и имѣновались въ нихъ баронами, а посѣму за дворянскай фамиліей Ролофсъ, не прізнанъ баронскій титулъ и отказатъ въ правѣ пользоваться титуломъ, фамиліей и гербомъ бароновъ фонъ Кнабенау. Архивная копия от 6 ноября 2015 на Wayback Machine Объ означѣнномъ Высочаіше утвѣржденнымъ мненіи Государственного Совѣта, для надлѣжащего по оному, исполненія Начальнику губерніи и тамошнему Губернскому правленію послать указы, каковыми дать знать всѣмъ прочимъ Губернскимъ, Войсковымъ и Областнымъ Правленіямъ и увѣдамить Министровъ и Главныхъ Начальниковъ Губерній, и припѣчататъ въ Сенатскіхъ Вѣдомостяхъ.» (смотреть «Сенатские ведомости 1856»); (Ответ на обращение студента Ролофса Александра о наследовании титула)

## Описание герба
Герб баронов фон Кнабенау:
Щит пересечён голубой полосой по горизонту на два поля, чуть наискось от права влево, идя посередине. Верхнее и нижнее поля червлёные, и в них по одному бегущему вправо золотому льву с вытянутым из пасти языком. Щит увенчат дворянским шлемом с бурлетом, перевитым голубым с золотом, из коего два орлиных крыла голубых и, между ними, поднятая вверх рука в серебряных латах, держащая дланью топорик боевой лезвием вниз. Намёт голубой с золотом.

## Известные представители
- фон Кнабенау Георг-Готгард (Ежи) (род. 1723 г. — ум. 1798) — барон; с 1760 года капитан войск коронных. В 1764 поддержал кандидатуру Станислава Августа Понятовского на занятие трона Речи Посполитой. С 1765 — полковник войск коронных. В 1767 был приближен к королю и стал его камергером. Кавалер ордена Святого Станислава 1789. Отец баронессы Луизы фон Кнабенау (см. ниже). Умер в Варшаве в 1798.
- фон Кнабенау Иван Федорович (Иоганн Фридрихович, ум. 29.10.1845 г.) — барон; с дек. 1815 штаб-ротмистр Новгородского кирасирского полка, с авг. 1817 ротмистр л.-гв. Гусарского полка; в окт. 1817 переведён подполковником в Стародубский кирасирский полк; впосл. отст. полковник (указ об отставке от 31 декабря 1822 года). Обучал лицеистов выездке в Придворном манеже на лошадях запасного эскадрона в Царскосельском лицее (1816—1817) (1, 2).
- фон Кнабенау Луиза — баронесса, супруга Станислава фон Рейбница, из рода которого происходит Мария Кристина фон Рейбниц, принцесса Кентская, супруга Майкла, принца Кентского (Рейбниц, Мария Кристина фон).
- фон Кнабенау Анна-Доротея Элизабет (De Chassepot de Pissy) — графиня-фрейлина герцогини Курляндской, жена графа Габриеля De Chassepot. В неё был влюблён Иоганн Вольфганг фон Гёте (нем. Johann Wolfgang von Goethe),немецкий поэт, государственный деятель, мыслитель и естествоиспытатель.
- Ролофс-фон Кнабенау Иоганн (Иван) Георгиевич (род. 18 янв. 1829 года) — барон, полковник от инфантерии в отставке. Вольноопределяющийся Л.-Г. Павловского полка. Участник Крымской войны 1853—1856 г.г. в чине штабс-капитана. В Польскую компанию 1863—1864 г.г. — в чине капитана 1-го Невского пехотного полка. 11.1864 года произведён в чин подполковника. В 1880 году вышел в отставку полковником от инфантерии 97-го Лифляндского пехотного полка.
- Ролофс-фон Кнабенау Эвва-Ульрика Августа (урождён.фон Кнабенау), баронесса (р. 1842, г. Рига)- одна из последних в роду из курляндской ветви баронов фон Кнабенау.